# Władimir Siemakow
Władimir Sergiejewicz Siemakow (rus. Владимир Сергеевич Семаков; ur. 11 maja 1985 w Sarańsku) – rosyjski biathlonista, trzykrotny mistrz Europy, srebrny medalista mistrzostw Europy w biathlonie.

## Osiągnięcia

### Zimowe igrzyska olimpijskie
| Rok  | Miejscowość | Konkurencje | Konkurencje | Konkurencje | Konkurencje | Konkurencje | Konkurencje | Konkurencje |
| Rok  | Miejscowość | IN          | SP          | PU          | MS          | RL          | MR          | SR          |
| ---- | ----------- | ----------- | ----------- | ----------- | ----------- | ----------- | ----------- | ----------- |
| 2018 | Pjongczang  | 31.         | 78.         | –           | –           | 9.          | –           | –           |

### Mistrzostwa świata
| Rok  | Miejscowość | Konkurencje | Konkurencje | Konkurencje | Konkurencje | Konkurencje | Konkurencje | Konkurencje |
| Rok  | Miejscowość | IN          | SP          | PU          | MS          | RL          | MR          | SR          |
| ---- | ----------- | ----------- | ----------- | ----------- | ----------- | ----------- | ----------- | ----------- |
| 2017 | Hochfilzen  | –           | 73.         | –           | –           | 6.          | –           | –           |

### Mistrzostwa świata juniorów
| 2006 Presque Isle (USA) | 32. miejsce (IN), 19. miejsce (SP0, 25. miejsce (PU) |

### Mistrzostwa Europy
| 2006 Langdorf (Niemcy) | 4. miejsce (IN), 1. miejsce (SP), 1. miejsce (PU), 1. miejsce (RL) |
| 2010 Otepää (Estonia)  | 6. miejsce (IN), 2. miejsce (RL)                                   |

### Puchar Świata

#### Miejsca w klasyfikacji generalnej
| Sezon     | Miejsce           |
| --------- | ----------------- |
| 2014/2015 | niesklasyfikowany |
| 2015/2016 | 72.               |
| 2016/2017 | 52.               |
| 2017/2018 | 69                |

### Puchar IBU
| Sezon     | Miejsce |
| --------- | ------- |
| 2007/2008 | 50      |
| 2009/2010 | 33      |